# Expocenter de Ucrania
El Expocenter de Ucrania (en ucraniano: Національний експоцентр України) es un complejo de exposiciones polivalentes permanente en el barrio Teremky de la ciudad de Kiev, la capital del país europeo de Ucrania. Situado en las afueras de un pintoresca porción del bosque Holosiiv  que se ha convertido en una zona del parque. La expo se especializa en la demostración de los logros de Ucrania en el ámbito de la industria, la ciencia, y así sucesivamente.